# Love Trouble
Love Trouble (jap. To LOVEる -とらぶる-, To LOVE-Ru -Toraburu-) ist eine Mangaserie, die von 2006 bis 2009 von Kentarō Yabuki gezeichnet und von Saki Hasemi geschrieben wurde. Sie lässt sich der Shōnengattung zuordnen und enthält viele Etchi-Elemente. Sie handelt von einem Oberschüler, der eine Außerirdische trifft, was zu verschiedenen komischen Situationen in seinem Alltag führt. Der Manga wurde als zwei Animefernsehserien, als OVA-Serie, als Hörspiel sowie als zwei Videospiele für die Playstation Portable bzw. den Nintendo DS adaptiert. Seit 2010 erscheint mit To Love-Ru Darkness eine Fortsetzung des Mangas, die 2012 eine Adaption als OVA- und Animefernsehserie erhalten hat.

## Handlung
Der 15-jährige Schüler Rito Yūki (結城 梨斗) ist in seine Mitschülerin Haruna Sairenji (西連寺 春菜) verliebt, schafft es jedoch nie, ihr seine Liebe zu gestehen, da wie ein Fluch immer irgendetwas dazwischenkommt. So genießt er ein Bad und kann mit den Gedanken nicht von ihr lassen, als plötzlich ein nacktes Mädchen zu ihm in die Wanne fällt. Es ist Prinzessin Lala Satalin Deviluke (デビルーク サタリン ララ) Thronfolgerin des Planeten Deviluke. Sie ist auf der Flucht vor ihrem Vater, da er sie zu einer Heirat drängt, ihr aber keiner der Kandidaten zusagt. Nach dem Abschuss ihres Raumschiffs teleportierte sich Lala auf die Erde und landete so in Ritos Armen. Nach diesem ersten Schock für Rito muss er feststellen, dass sich Lala direkt in ihn verliebt hat und ihn heiraten möchte, um auf der Erde bleiben zu können.
Ihre freizügige und naive Art bringen ihn gehörig ins Schwitzen. Sie hat kein Problem damit, sich mit ihm ein Bett zu teilen, vor Ritos Klasse zuzugeben, dass er ihr Verlobter ist, und baut so unbewusst eine zusätzliche Wand zwischen Rito und Haruna auf, der sich nicht mehr entscheiden kann, welche der beiden er nun wirklich liebt. Zu allem Überfluss taucht auch noch Lalas Leibwächter Zastin (ザスティン) auf, den er durch einen Zufall im ersten Kampf besiegt. Davon und von den Worten, dass er nur eine heiraten könne, die er liebt, ist Zastin so überzeugt, dass er beim Kaiser von Deviluke ein gutes Wort für Rito einlegt. Die Sache hat jedoch den Haken, dass er nun unbedingt Lalas Ehemann werden und sie vor ihren Verlobten beschützen soll. Falls er scheitert, droht der Kaiser, Rito zu töten und die Erde zu zerstören.
Nach diesen einleitenden Ereignissen gibt es viele kurze Handlungsbögen, in denen es entweder um verschiedene Verlobte geht, die Lala entführen wollen, oder um peinliche Situationen, in die Rito durch Lala gerät. Dennoch wird Lala an Ritos Schule sehr schnell beliebt und freundet sich unter anderem auch mit Haruna an.
Der anfängliche Handlungsstrang wird weitergeführt, als Lalas Vater auf die Erde kommt, um mitzuteilen, dass Rito als ihr zukünftiger Gatte ausgewählt wurde. Lala hat mittlerweile jedoch erkannt, dass Rito in Wirklichkeit ein anderes Mädchen liebt, und weigert sich, ihn zu heiraten. Sie will die Erinnerungen aller Erdbewohner an sie mittels eines selbst erfundenen Gedächtnislöschers beseitigen, um neu auf der Erde anfangen zu können. Es stellt sich jedoch später heraus, dass ihre Erfindung nicht funktioniert hat und alle ihr Gedächtnis behalten haben.

## Konzeption
Kentarō Yabuki ist auch der Autor der Mangaserie Black Cat. Die Figur Golden Darkness aus To Love-Ru ist Eve aus Black Cat sehr ähnlich.
Der Originaltitel To Love-Ru in seiner japanischen Aussprache toraburu (とらぶる) ist ein Wortspiel aus engl. trouble „Schwierigkeiten, Ärger“ und to love „lieben“.

## Entstehung und Veröffentlichungen
Der von Kentarō Yabuki gezeichnete und von Saki Hasemi geschriebene Manga erschien in Japan von April 2006 bis zum 31. August 2009 im Magazin Weekly Shōnen Jump des Verlags Shūeisha. Die Einzelkapitel wurden in 18 Sammelbände zusammengefasst, die von November 2006 bis April 2010 veröffentlicht wurden.
1. Bd.: 舞い降りた少女, ISBN 4-08-874278-8, 11. November 2006
2. Bd.: ドキドキ湯けむり旅情, ISBN 978-4-08-874322-6, 2. Februar 2007
3. Bd.: 突撃!秘密の花園, ISBN 978-4-08-874345-5, 4. April 2007
4. Bd.: もっと知りたい, ISBN 978-4-08-874370-7, 4. Juni 2007
5. Bd.: 金色の闇, ISBN 978-4-08-874405-6, 3. August 2007
6. Bd.: もう一度ここから, ISBN 978-4-08-874428-5, 4. Oktober 2007
7. Bd.: 春菜の好きな人, ISBN 978-4-08-874469-8, 4. Januar 2008
8. Bd.: ドキドキ♥サバイバル, ISBN 978-4-08-874488-9, 4. März 2008
9. Bd.: 気になる夜, ISBN 978-4-08-874514-5, 2. Mai 2008
10. Bd.: お風呂場戦争, ISBN 978-4-08-874543-5, 4. August 2008
11. Bd.: とらぶるクエスト, ISBN 978-4-08-874567-1, 3. Oktober 2008
12. Bd.: 乙女ちっくボーイ♥, ISBN 978-4-08-874618-0, 5. Januar 2009
13. Bd.: 祭りの夜に, ISBN 978-4-08-908095-5, 3. April 2009
14. Bd.: 恋友♥, ISBN 978-4-08-874676-0, 4. Juni 2009
15. Bd.: 花びら姫, ISBN 978-4-08-874714-9, 4. August 2009
16. Bd.: 男子とチョコと…私, ISBN 978-4-08-874736-1, 4. November 2009
17. Bd.: オンナノコノキモチ, ISBN 978-4-08-874765-1, 4. Februar 2010
18. Bd.: 大スキ♥, ISBN 978-4-08-870022-9, 2. April 2010

Bei Tokyopop erschienen von August 2008 bis November 2011 unter dem Titel Love Trouble alle 18 Bände in deutscher Sprache. Eine französische Ausgabe der Serie mit dem Titel To Love erschien von Oktober 2008 bis August 2011 bei Éditions Tonkam, eine italienische Ausgabe von Februar 2011 bis Juli 2012 bei Star Comics.
Seit dem 4. Oktober 2010 wird im monatlich erscheinenden Magazin Jump SQ eine ebenfalls von Hasemi geschriebene und von Yabuki gezeichnete Spin-off-Serie mit dem Titel To Love-Ru Darkness (To LOVEる -とらぶる- ダークネス, To LOVE-Ru -Toraburu- Dākunesu) veröffentlicht, welche die Handlung mit allen Charakteren fortsetzt. Jedoch ist hierbei Momo, eine der jüngeren Schwestern Lalas, die Protagonistin, welche versucht Rito von einem Harem zu überzeugen. Die Serie ersetzte die ebenfalls von Yabuki gezeichnete Serie Mayoi Neko Overrun!, in der verschiedene Charaktere der Love-Trouble-Originalserie einen Cameo-Auftritt hatten, die in das vierteljährlich erscheinenden Magazin Jump SQ.19 rückte. Am 19. Februar 2011 erschien in Jump SQ.19 Kapitel 0 von To Love-Ru Darkness, das als Bindeglied zwischen der alten und der neuen Serie dient. Seitdem wurden weitere Sonderkapitel regelmäßig in Jump SQ.19 sowie am 17. Dezember 2011 in Jump SQ.LaB vol. 002 veröffentlicht. Die Einzelkapitel wurden in insgesamt 18 Sammelbänden zusammengefasst.
1. Bd., ISBN 978-4-08-870205-6, 4. März 2011
2. Bd., ISBN 978-4-08-870264-3, 4. Juli 2011
3. Bd., ISBN 978-4-08-870341-1, 4. November 2011
4. Bd., ISBN 978-4-08-870394-7, 2. März 2012
5. Bd., ISBN 978-4-08-870487-6, 17. August 2012
6. Bd., ISBN 978-4-08-870559-0, 19. Dezember 2012
7. Bd., ISBN 978-4-08-870654-2, 4. April 2013
8. Bd., ISBN 978-4-08-870790-7, 19. August 2013
9. Bd., ISBN 978-4-08-870865-2, 4. Dezember 2013
10. Bd., ISBN 978-4-08-880051-6, 4. April 2014
11. Bd., ISBN 978-4-08-880160-5, 4. August 2014
12. Bd., ISBN 978-3-8420-1463-3, 12. Oktober 2015
13. Bd., ISBN 978-3-8420-1953-9, 18. Februar 2016

Am 4. März 2011 wurde ein Begleitbuch zu beiden Mangaserien veröffentlicht, das neben Hintergrundinformationen, Interviews und einigen ganzseitigen Abbildungen auch das One Shot Trans Boy von Kentarō Yabuki enthält, das nach dem Ende der Serie Black Cat in Ausgabe 37–38/2004 des Weekly Shōnen Jump veröffentlicht wurde.
- To LOVEる−とらぶる−&To LOVEる−とらぶる−ダークネス公式データブック　ぱ〜ふぇくとらぶる!, ISBN 978-4-08-874852-8, 4. März 2011

Am 3. Oktober 2014 erschien ein weiteres Begleitbuch zu To Love-Ru Darkness, das unter anderem mehrere alternativen Enden der Serie in Textform und mit ganzseitigen Abbildungen beschreibt. Einige der farbigen Illustrationen entstanden in Zusammenarbeit mit dem Hentai-Zeichner Ishikei (石恵), der die von Yabuki gezeichneten Bilder kolorierte.
- To LOVEる -とらぶる- ダークネス 楽園計画ガイドブック「とらぶまにあ, ISBN 978-4-08-880260-2, 3. Oktober 2014

To Love-Ru Darkness erschien ab März 2012 in französischer Sprache bei Éditions Tonkam, das auch das erste Begleitbuch übersetzte und veröffentlichte. Die Serie wird in Italien seit Februar 2013 durch Star Comics veröffentlicht. Eine deutsche Übersetzung erschien von November 2012 bis Februar 2018 bei Tokyopop mit allen 18 Bänden.

## Adaptionen

### Anime
Am 4. April 2008 nach Mitternacht (und damit am vorherigen Fernsehtag) startete eine auf grober Basis des Mangas konzipierte Animeserie auf dem japanischen Fernsehsender TBS mit anschließenden Wiederholungen auf BS-i, CBC und MBS. Die Serie wurde vom Studio Xebec unter Leitung von Takao Kato produziert und umfasst 26 Folgen. Für den Vertrieb der DVD-Veröffentlichung ist Geneon Entertainment verantwortlich.
Im Jahr 2009 erschien eine dreiteilige Original Video Animation (OVA). Die drei DVDs wurden seit dem 3. April 2009 im Zweimonatsrhythmus mit den Bänden 13, 14 und 15 des Mangas veröffentlicht. Es folgte eine zweite dreiteilige OVA, und auch diesmal wurden die DVDs zusammen mit den Bänden 16 bis 18 des Mangas veröffentlicht.
Unter der Leitung von Atsushi Ōtsuki produzierte das Studio Xebec eine Fortsetzung der Serie unter dem Titel Motto To LOVE-Ru -Trouble- (もっとTo LOVEる -とらぶる-), die vom 6. Oktober bis 22. Dezember 2010 nach Mitternacht auf Tokyo MX TV mit der Ausstrahlung begann. Nur zehn Minuten später begann parallel dazu die Ausstrahlung auf Sun TV. Am Folgetag begannen ebenfalls die Sender Chiba TV und TV Aichi mit der Ausstrahlung. Knapp eine Woche später wurde die Serie ebenfalls per Satellit landesweit auf AT-X übertragen. Im Gegensatz zu den vorherigen Ausstrahlungen war diese jedoch unzensiert.
Eine Anime-Umsetzung von To Love-Ru Darkness, produziert von Studio Xebec unter Regie von Atsushi Ōtsuki, wurde vom 5. Oktober bis 28. Dezember 2012 auf Tokyo MX ausgestrahlt. Bereits vorher wurde am 17. August 2012 mit einer Sonderausgabe des 5. Manga-Bandes die erste Folge einer OVA veröffentlicht. Die zweite Folge erschien mit einer Sonderausgabe des 6. Manga-Bandes am 19. Dezember 2012, die dritte Folge mit einer Sonderausgabe des 8. Manga-Bandes am 19. August 2013 sowie die vierte am 4. Dezember 2013 mit einer Sonderausgabe des 9. Manga-Bandes. Weitere OADs sollen mit Sonderausgaben des 12. und des 13. Manga-Bandes erscheinen.
Die zweite Staffel To Love-Ru Darkness 2nd wurde vom 7. Juli bis 29. September 2015 punkt Mitternacht auf BS11 und mit Versatz auch auf Tokyo MX und Sun TV ausgestrahlt.
Im September 2015 gab der deutsche Publisher FilmConfect bekannt, sich die Rechte an der ersten Animeserie gesichert zu haben. Die Serie erschien vom 4. März 2016 bis zum 5. August 2016 unter ihrem Originaltitel To LOVE-Ru in Deutschland auf DVD und Blu-ray Disc.
Auch die zweite Staffel Motto To LOVE-Ru wurde von FilmConfect lizenziert und vom 30. September 2016 bis zum 24. März 2017 in Deutschland auf DVD und Blu-ray Disc veröffentlicht.
Seit März 2018 gibt es auch die Fortsetzung „To Love Ru - Darkness“ auf DVD. Bisher sind in Deutschland drei DVDs erschienen. Hierbei wurde „Golden Darkness“ als „Goldene Finsternis“ übersetzt, wobei in den Manga die ursprüngliche Bezeichnung verblieb.

#### Synchronisation
Die deutsche Sprachfassung wurde von der TNT Media GmbH in Berlin angefertigt. Die Synchronregie führten Heinz Burghardt und Martin Irnich.
| Rolle                  | japanischer Sprecher (Seiyū)    | deutscher Sprecher  |
| ---------------------- | ------------------------------- | ------------------- |
| Rito Yūki              | Akeno Watanabe                  | Marcel Mann         |
| Lala Satalin Deviluke  | Haruka Tomatsu                  | Franciska Friede    |
| Haruna Sairenji        | Sayuri Yahagi                   | Melinda Rachfahl    |
| Mikan Yūki             | Kana Hanazawa                   | Leonie Dubuc        |
| Yami / Golden Darkness | Misato Fukuen                   | Laurine Betz        |
| Yui Kotegawa           | Kaori Nazuka                    | Katharina von Daake |
| Ren / Run              | Fuyuka Ōura                     | Peggy Pollow        |
| Peke                   | Satomi Arai                     | Silvia Mißbach      |
| Zastin                 | Takehito Koyasu                 | Florian Hoffmann    |
| Ken'ichi Saruyama      | Hiroyuki Yoshino                | Fabian Kluckert     |
| Ryōko Mikado           | Masako Jō (Staffel 1 und Motto) | Dana Friedrich      |
| Ryōko Mikado           | Harumi Sakurai (Darkness)       | Dana Friedrich      |
| Saki Tenjōin           | Ayako Kawasumi                  | Jasmin Arnoldt      |
| Aya Fujisaki           | Kaori Mizuhashi                 | Maria Burghardt     |
| Rin Kujou              | Mai Hashimoto                   | Simone Jaeger       |
| Nana Astar Deviluke    | Kanae Itō                       | Aliana Schmitz      |
| Momo Belia Deviluke    | Aki Toyosaki                    | Josefin Hagen       |
| Kyōko Kirisaki         | Chiemi Chiba                    | Bettina Kenney      |
| Risa Momioka           | Ryouka Yuzuki                   | Jenny Maria Meyer   |
| Mio Sawada             | Chiemi Chiba                    | Daniela Grubert     |
| Oshizu                 | Mamiko Noto                     | Alice Bauer         |
| Schuldirektor          | Kenichi Ogata                   | Frank Ciazynski     |
| Tearju Lunatique       | Misato Fukuen                   |                     |
| Celine                 | Ryōka Yuzuki                    |                     |

Neben dieser Standardbesetzung haben auch bekannte Seiyū, wie etwa Kappei Yamaguchi, der als Laposco zu hören ist, Gastrollen inne.